# Cribrobulimina
Cribrobulimina es un género de foraminífero bentónico de la subfamilia Valvulininae, de la familia Valvulinidae, de la superfamilia Eggerelloidea, del suborden Textulariina y del orden Textulariida. Su especie tipo es Valvulina mixta. Su rango cronoestratigráfico abarca el Holoceno.

## Discusión
Clasificaciones previas incluían Cribrobulimina en la superfamilia Textularioidea.

## Clasificación
Cribrobulimina incluye a las siguientes especies:
- Cribrobulimina carniolica
- Cribrobulimina cushmani
- Cribrobulimina dilbarae
- Cribrobulimina floridana
- Cribrobulimina mixta